# مراوغة (أخلاق)
المراوغة، في الأخلاقيات، عبارة عن إجراءٍ يُستخدم للخداع من خلال ذكر بيانٍ صحيحٍ لا تكون لها علاقةٌ بالموقف، أو تؤدي إلى جعل المستمع يستنتج استنتاجاتٍ خاطئة.
على سبيل المثال، يمكن أن يكون الشخص يُدرك أنه يوجد شخصٌ آخرٌ في غرفةٍ في المبنى لأنه سمع صوته، ولكنه عند الرد على سؤالٍ، يقول "لم أره"، وبالتالي، فإنه يشير إلى أنه لا يعرف أي شيءٍ عنه بالكذب.
ويقال إنه يعتبر طريقة للوفاء بالتزاماته المتعلقة بقول الحقيقة، و، في ساحات العدالة، الاحتفاظ بالأسرار وعدم إخبارها لأولئك الذين لا يملكون الحق لمعرفة الحقيقة، إلا أنه يُنظر إليه على أنه غير مبررٍ في حالة عدم وجود أسباب ضرورية للغاية لعدم الإخبار بالحقيقة.
وتتعلق المراوغة بشدة بالغموض والتحفظ العقلي، وفي الحقيقة، فإن بعض البيانات تقع تحت كلا الوصفين.

## تقنيات المراوغة
قام بيتر بول بتعريف تقنيات المراوغة التالية للرد على الأسئلة:
1. تجاهل السؤال
2. الإقرار بالاستماع إلى السؤال دون الإجابة عليه
3. طرح أسئلة حول السؤال من خلال:
  1. طلب التوضيح
  2. إعادة طرح السؤال على السائل مرةً أخرى، على سبيل المثال، من خلال قول "أخبرني أنت"
4. مهاجمة السؤال من خلال قول:
  1. "هذا السؤال يخرج عن إطار الأمور الهامة"
  2. "هذا السؤال هو سؤالٌ افتراضيٌ أو تخمينيٌ"
  3. "يعتمد هذا السؤال على فرضيةٍ خاطئةٍ"
  4. "في الواقع، هذا السؤال غير دقيق"
  5. "يتضمن هذا السؤال خطأً في الاقتباس"
  6. "يتضمن هذا السؤال اقتباسًا أخرج من سياقه"
  7. "أود أن أبدي اعتراضي على هذا السؤال"
  8. "يعتمد هذا السؤال على بديلٍ خاطئٍ"
5. مهاجمة السائل
6. الامتناع عن الإجابة من خلال:
  1. الرفض على أساس عدم القدرة
  2. عدم الرغبة في الإجابة
  3. قول "لا يمكنني الحديث عن الآخرين"
  4. تأجيل الإجابة، من خلال قول "لا يمكن الرد على السؤال في هذا الوقت"
  5. التظاهر بعدم العلم